# Rab (by)
 For alternative betydninger, se Rab. (Se også artikler, som begynder med Rab)
Rab (italiensk: Arbe, latin: Arba) er en by (grad) på øen Rab i Kroatien. Ifølge folketællingen i 2011 var byens samlede befolkning 8.065. Byen Rab ligger på en lille halvø på den sydvestlige side af øen.
Byens historie, går tilbage til 360 f.Kr., da den var beboet af illyrerne. Øen var grænsen mellem de historiske regioner Liburnien og Dalmatien. Fra det tredje århundrede f.Kr. til det sjette århundrede e.Kr. var Rab en del af Romerriget, og kejser Augustus udråbte det til et municipium i 10 f.Kr. Rab var den første by i det romerske Dalmatien, der fik ærestitlen "felix".
Blandt underskriverne af det andet koncil i Nicea i 987 var en biskop af Rab, nemlig Ursus. ("Ursus episcopus Avaritianensium ecclesiae" Ursus af Rab)
Den værste katastrofe i byens historie var et pestudbrud i 1456, der decimerede byens befolkning.
Der er mange kirker i byen. Den største er den hellige Maria, som blev bygget i det 13. århundrede. Sankt Justine-kirken er nu et museum for hellig kunst, mens kapellet St. Christopher (dedikeret til øens skytshelgen) i dag kaldes Lapidarium. De fire klokketårne , hvoraf den ældste går tilbage til det ellevte århundrede, blev et symbol på byen og øen.
Sankt Marinus, den kristne grundlægger af San Marino, var født i Rab, men siges at være flygtet fra øen under Diocletians forfølgelse i 301 e.Kr.

## Galleri
- Luftfoto af Rab
- Statue af San Marino
- Gader i Rab
- Den gamle bydel
- Ivan Dominis Promenade
- Arbiana Hotel